# Blastema
Blastema – masa komórek zdolnych do wzrostu i regeneracji w narządy. Historycznie uważano, że blastemę tworzą niezróżnicowane komórki pluripotencjalne, jednak nowsze badania wskazują, że u pewnych organizmów blastemy mogą zachowywać pamięć pochodzenia tkankowego. Blastemę spotyka się typowo na wczesnych okresach rozwoju organizmu (rozwój zarodkowy), bądź podczas regeneracji.
U pewnych płazów i niektórych gatunków ryb blastema może występować u osobników dorosłych. Ogoniaste mogą regenerować wiele narządów po amputacji, w tym kończyny, ogon, siatkówkę czy jelito. Większość zwierząt nie ma tej zdolności.

## Regeneracja kończyn
Przy amputacji kończyny płaza ogoniastego warstwa naskórka pokrywa powierzchnię rany. Podczas kilku pierwszych dni po urazie naskórek ten przekształca się w warstwę komórek wysyłających sygnały i zwanych czapeczką epidermalną (AEC), która odgrywa kluczową rolę w regeneracji. W międzyczasie fibroblasty z tkanki łącznej migrują poprzez powierzchnię rany ku jej centrum. Dzielą się one, tworząc blastemę, z której powstanie nowa kończyna.